# 日本を舞台としたアメリカ映画一覧
日本を舞台としたアメリカ映画一覧（にほんをぶたいとしたアメリカえいがいちらん）は、アメリカ合衆国の映画製作会社による、日本国内を舞台としたアメリカ映画の一覧。アメリカ合衆国の製作会社単独作品だけでなく合作映画も含め、時代は過去に遡った作品も対象とし、初公開の年月日順に並べている。

## 一覧
| 年   | 邦題 / 原題                                                                    | 監督                                            | 出演者 | 舞台                          |
| ---- | ------------------------------------------------------------------------------ | ----------------------------------------------- | --- | ----------------------------- |
| 1914 | 火の海 The Wrath of the Gods                                                   | レジナルド・バーカー                            | 早川雪洲、青木鶴子、フランク・ボーゼイギ、トーマス・栗原 | 桜島                          |
| 1920 | 神々の呼吸 The Breath of the Gods                                              | ローリン・S・スタージョン                       | 青木鶴子、スタンホープ・ホイートクロフト、関操 |                               |
| 1935 | ベティの日本訪問 A Language All My Own                                         | デイブ・フライシャー                            | ベティ・ブープ:メイ・クエステル(声) |                               |
| 1943 | 旭日旗の裏に Behind the Rising Sun                                             | エドワード・ドミトリク                          | トム・ニール、マーゴ、ロバート・ライアン | 東京と中国大陸                |
| 1944 | パープル・ハート The Purple Heart                                              | ルイス・マイルストン                            | ダナ・アンドリュース、リチャード・ルー | 東京の法廷                    |
| 1945 | 東京スパイ大作戦 Blood on the Sun                                              | フランク・ロイド                                | ジェームズ・キャグニー、シルヴィア・シドニー | 戦前の東京                    |
| 1949 | 東京ジョー Tokyo Joe                                                           | スチュアート・ヘイスラー                        | ハンフリー・ボガート、早川雪洲 |                               |
| 1951 | 東京ファイル212 Tokyo File 212                                                 | ダレル・マックガワン スチュアート・マックガワン | ロバート・ペイトン、フロレンス・マーリー、斎藤達雄、灰田勝彦 |                               |
| 1955 | 東京暗黒街・竹の家 House of Bamboo                                             | サミュエル・フラー                              | ロバート・ライアン、山口淑子、早川雪洲 | 戦後の東京                    |
| 1956 | 八十日間世界一周 Around the World in 80 Days                                   | マイケル・アンダーソン                          | デヴィッド・ニーヴン、カンティンフラス | 横浜・鎌倉                    |
| 1956 | 八月十五夜の茶屋 The Teahouse of the August Moon                               | ダニエル・マン                                  | マーロン・ブランド、グレン・フォード、京マチ子 | 沖縄                          |
| 1957 | サヨナラ Sayonara                                                              | ジョシュア・ローガン                            | マーロン・ブランド、レッド・バトンズ、ナンシー梅木 |                               |
| 1957 | 二人の可愛い逃亡者 Escapade in Japan                                           | アーサー・ルービン                              | ジョン・プロヴォスト、藤田進 |                               |
| 1957 | 東京特ダネ部隊 Joe Butterfly                                                   | ジェシー・ヒッブス                              | オーディ・マーフィ、志摩桂子、斎藤達雄 | 占領下の東京                  |
| 1958 | 黒船 The Barbarian and the Geisha                                              | ジョン・ヒューストン                            | ジョン・ウェイン、安藤永子 | 幕末の下田                    |
| 1958 | 底抜け慰問屋行ったり来たり The Geisha Boy                                      | フランク・タシュリン                            | ジェリー・ルイス、早川雪洲 |                               |
| 1961 | 太陽にかける橋 Bridge to the Sun                                               | エティエンヌ・ペリエ                            | ジェームズ・シゲタ、キャロル・ベイカー、丹波哲郎 |                               |
| 1966 | 海底大戦争 Water Cyborg Terror Beneath the Sea                                 | 佐藤肇                                          | 千葉真一、ペギー・ニール、フランツ・グルーバー | 日本の海底                    |
| 1966 | 歩け走るな! Walk Don't Run                                                     | チャールズ・ウォルタース                        | ケーリー・グラント、サマンサ・エッガー | 1964年東京オリンピック        |
| 1967 | 007は二度死ぬ You Only Live Twice                                              | ルイス・ギルバート                              | ショーン・コネリー、若林映子、浜美枝 |                               |
| 1967 | キングコングの逆襲 King Kong Escapes                                           | 本多猪四郎                                      | 宝田明、ローズ・リーズン、リンダ・ミラー |                               |
| 1970 | M★A★S★H マッシュ M*A*S*H                                                       | ロバート・アルトマン                            | ドナルド・サザーランド | 小倉市                        |
| 1973 | ザ・ヤクザ The Yakuza                                                          | シドニー・ポラック                              | ロバート・ミッチャム、高倉健、岸惠子 | 東京と京都                    |
| 1975 | ローラーボール Rollerball                                                      | ノーマン・ジュイソン                            | ジェームズ・カーン、ジョン・ハウスマン、モード・アダムス | 東京                          |
| 1977 | マッカーサー MacArthur                                                         | ジョセフ・サージェント                          | グレゴリー・ペック、エド・フランダース、ダン・オハーリー | 東京                          |
| 1978 | がんばれ!ベアーズ大旋風 -日本遠征- The Bad News Bears Go to Japan              | ジョン・ベリー                                  | トニー・カーティス、ジャッキー・アール・ヘイリー、若山富三郎 | 東京                          |
| 1980 | 影武者 Kagemusha                                                               | 黒澤明                                          | 仲代達矢、山﨑努、萩原健一 | 戦国時代の三河国              |
| 1981 | 武士道ブレード THE BUSHIDO BLADE                                               | トム・コタニ                                    | リチャード・ブーン、千葉真一、フランク・コンバース | 日米和親条約締結時の幕末      |
| 1982 | ゴースト・イン・京都 The House Where Evil Dwells                               | ケヴィン・コナー                                | エドワード・アルバート、スーザン・ジョージ、服部まこ | 京都                          |
| 1982 | 最後のサムライ ザ・チャレンジ The Challenge                                    | ジョン・フランケンハイマー                      | スコット・グレン、三船敏郎、中村敦夫 | 京都                          |
| 1985 | ミシマ:ア・ライフ・イン・フォー・チャプターズ Mishima: A Life in Four Chapters | ポール・シュレイダー                            | 緒形拳、坂東八十助、佐藤浩市 |                               |
| 1986 | ガン・ホー Gung Ho                                                             | ロン・ハワード                                  | マイケル・キートン、ゲディ・ワタナベ、ミミ・ロジャース | 東京                          |
| 1986 | ベスト・キッド2 The Karate Kid, Part II                                        | ジョン・G・アヴィルドセン                       | ラルフ・マッチオ、ノリユキ・パット・モリタ、タムリン・トミタ | 沖縄                          |
| 1987 | TOKYO-POP                                                                      | フラン・ルーベル・クズイ                        | 田所豊 | 東京                          |
| 1989 | 悪魔の毒々モンスター 東京へ行く The Toxic Avenger Part II                      | マイケル・ハーツ、ロイド・カウフマン            | 桂木麻也子、安岡力也、関根勤 | 東京                          |
| 1989 | ブラック・レイン Black Rain                                                    | リドリー・スコット                              | マイケル・ダグラス、アンディ・ガルシア、高倉健、松田優作 | 大阪                          |
| 1990 | 夢 Dreams                                                                      | 黒澤明                                          | 井川比佐志、寺尾聰、マーティン・スコセッシ |                               |
| 1992 | ミスター・ベースボール Mr. Baseball                                            | フレッド・スケピシ                              | トム・セレック、デニス・ヘイスバート、高倉健 | 中日ドラゴンズ                |
| 1993 | ミュータント・ニンジャ・タートルズ3 Teenage Mutant Ninja Turtles III           | スチュアート・ジラード                          | ペイジ・ターコー | 戦国時代 (日本)               |
| 1994 | クロオビキッズ/日本参上! Ninjas Kick Back                                      | チャールズ・Ｔ・カンガニス                      | ヴィクター・ウォン、ショーン・フォックス、マックス・エリオット・スレイド、Ｊ・エヴァン・ボニファント |                               |
| 1995 | コールド・フィーバー Cold Fever                                                | フリドリック・トール・フリドリクソン            | 永瀬正敏、リリ・テイラー | 東京 (冒頭のみ)               |
| 1995 | ハンテッド The Hunted                                                          | J・F・ロートン                                  | クリストファー・ランバート、ジョン・ローン、ジョアン・チェン | 名古屋                        |
| 1996 | クライング フリーマン Crying Freeman                                           | クリストフ・ガンズ                              | マーク・ダカスコス、加藤雅也、チェッキー・カリョ |                               |
| 1997 | コンタクト Contact                                                             | ロバート・ゼメキス                              | ジョディ・フォスター、マシュー・マコノヒー、ジョン・ハート | 北海道                        |
| 1997 | Paradise Road                                                                  | ブルース・ベレスフォード                        | グレン・クローズ、フランシス・マクドーマンド、ケイト・ブランシェット | スマトラ島                    |
| 2002 | オースティン・パワーズ ゴールドメンバー AUSTIN POWERS IN GOLDMEMBER            | ジェイ・ローチ                                  | マイク・マイヤーズ | 東京                          |
| 2003 | ロスト・イン・トランスレーション Lost in Translation                           | ソフィア・コッポラ                              | ビル・マーレイ、スカーレット・ヨハンソン | 渋谷・京都                    |
| 2003 | キル・ビル Vol.1 Kill Bill Vol.1                                               | クエンティン・タランティーノ                    | ユマ・サーマン、ルーシー・リュー、千葉真一 | 沖縄と東京                    |
| 2003 | ラスト サムライ The Last Samurai                                               | エドワード・ズウィック                          | トム・クルーズ、渡辺謙、真田広之、小雪 | 明治維新直後                  |
| 2004 | THE JUON/呪怨 The Grudge                                                       | 清水崇                                          | サラ・ミシェル・ゲラー、ビル・プルマン | 東京                          |
| 2005 | イントゥ・ザ・サン Into The Sun                                                | ミンク                                          | スティーブン・セガール、マシュー・デイビス、大沢たかお | 東京                          |
| 2005 | SAYURI Memoirs of a Geisha                                                     | ロブ・マーシャル                                | チャン・ツィイー、渡辺謙、ミシェル・ヨー |                               |
| 2006 | ワイルドスピードX3 TOKYO DRIFT The Fast and the Furious: Tokyo Drift           | ジャスティン・リン                              | ルーカス・ブラック、バウ・ワウ、千葉真一 | 東京                          |
| 2006 | 呪怨 パンデミック The Grudge 2                                                 | 清水崇                                          | アンバー・タンブリン、アリエル・ケベル、ジェニファー・ビールス | 東京                          |
| 2006 | バベル Babel                                                                   | アレハンドロ・ゴンサレス・イニャリトゥ          | ブラッド・ピット・ケイト・ブランシェット・菊地凛子 | 東京                          |
| 2006 | 硫黄島からの手紙 Letters from Iwo Jima                                         | クリント・イーストウッド                        | 渡辺謙、二宮和也、中村獅童 (2代目) | 太平洋戦争時の硫黄島 (東京都) |
| 2007 | 希望の大地 Good Soil                                                           | クレッグ・シマハラ                              | 小山田真、安藤義紀 | 種子島                        |
| 2007 | ローグ アサシン War                                                            | フィリップ・G・アトウェル                       | ジェット・リー、ジェイソン・ステイサム、石橋凌 | ヤナガワの屋敷                |
| 2008 | ジャンパー Jumper                                                              | ダグ・リーマン                                  | ヘイデン・クリステンセン、サミュエル・L・ジャクソン | 東京                          |
| 2008 | シャッター Shutter                                                             | 落合正幸                                        | ジョシュア・ジャクソン、レイチェル・テイラー、奥菜恵 | 東京                          |
| 2008 | ラーメンガール The Ramen Girl                                                  | ロバート・アラン・アッカーマン                  | ブリタニー・マーフィ、西田敏行 | 東京                          |
| 2008 | メーターの東京レース Tokyo Mater                                               | ジョン・ラセター                                | ラリー・ザ・ケーブル・ガイ、キース・ファーガソン | 東京                          |
| 2009 | メガ・シャークVSジャイアント・オクトパス Mega Shark Versus Giant Octopus       | エース・ハンナ                                  | デボラ・ギブソン | 東京湾                        |
| 2009 | G.I.ジョー G.I. Joe: The Rise of Cobra                                         | スティーヴン・ソマーズ                          | チャニング・テイタム | 東京(回想シーンに登場)        |
| 2009 | The Harimaya Bridge はりまや橋 The Harimaya Bridge                             | アロン・ウルフォーク                            | ベン・ギロリ、高岡早紀、清水美沙、ダニー・グローヴァー | 高知                          |
| 2010 | インセプション Inception                                                       | クリストファー・ノーラン                        | レオナルド・ディカプリオ、渡辺謙 | 東京                          |
| 2010 | バイオハザードIV アフターライフ Resident Evil: Afterlife                       | ポール・W・S・アンダーソン                      | ミラ・ジョヴォヴィッチ | 渋谷                          |
| 2011 | カーズ2 Cars 2                                                                 | ジョン・ラセター、 ブラッド・ルイス             | ラリー・ザ・ケーブルガイ、 オーウェン・ウィルソン | レースで東京を訪れる          |
| 2011 | 東京ライジング Tokyo Rising                                                    | ファレル・ウィリアムス、タリア・マブロズ        | | 東京                          |
| 2012 | 終戦のエンペラー Emperor                                                       | ピーター・ウェーバー                            | マシュー・フォックス、トミー・リー・ジョーンズ | 終戦直後の東京                |
| 2013 | G.I.ジョー バック2リベンジ G.I. Joe: Retaliation                               | ジョン・チュウ                                  | チャニング・テイタム | 東京                          |
| 2013 | パシフィック・リム Pacific Rim                                                 | ギレルモ・デル・トロ                            | チャーリー・ハナム、菊地凛子 | 東京                          |
| 2013 | ウルヴァリン:SAMURAI The Wolverine                                             | ジェームズ・マンゴールド                        | ヒュー・ジャックマン、真田広之、ハル・ヤマノウチ | 東京、長崎                    |
| 2013 | 47RONIN 47 RONIN                                                               | カール・リンシュ                                | キアヌ・リーブス、真田広之、浅野忠信、菊地凛子、柴咲コウ | 忠臣蔵                        |
| 2014 | GODZILLA ゴジラ Godzilla                                                       | ギャレス・エドワーズ                            | アーロン・テイラー＝ジョンソン、渡辺謙 | 雀路羅（じゃんじら）市、東京  |
| 2015 | 追憶の森 The Sea of Trees                                                      | ガス・ヴァン・サント                            | 渡辺謙、マシュー・マコノヒー |                               |
| 2016 | ハクソー・リッジ Hacksaw Ridge                                                 | メル・ギブソン                                  | アンドリュー・ガーフィールド | 沖縄戦時の沖縄                |
| 2016 | KUBO/クボ 二本の弦の秘密 Kubo and the Two Strings                              | トラヴィス・ナイト                              | シャーリーズ・セロン |                               |
| 2016 | 沈黙 -サイレンス- Silence                                                      | マーティン・スコセッシ                          | アンドリュー・ガーフィールド | 江戸時代の長崎                |
| 2018 | 犬ヶ島 Isle of Dogs                                                            | ウェス・アンダーソン                            | コーユー・ランキン、リーヴ・シュレイバー、ブライアン・クランストン、エドワード・ノートン、 ボブ・バラバン、ビル・マーレイ、ジェフ・ゴールドブラム、 スカーレット・ヨハンソン、 F・マーリー・エイブラハム 、ティルダ・スウィントン                                         |                               |
| 2020 | MINAMATA-ミナマタ- Minamata                                                    | アンドリュー・レヴィタス                        | ジョニー・デップ、真田広之、美波、國村隼、加瀬亮、浅野忠信、岩瀬晶子、ビル・ナイ | 熊本県水俣市                  |
| 2021 | モータルコンバット Mortal Kombat                                               | サイモン・マッコイド                            | ルイス・タン、浅野忠信、ジョー・タスリム、真田広之 | ハサシ・ハンゾウの家          |
| 2022 | ブレット・トレイン Bullet Train                                                | デヴィッド・リーチ                              | ブラッド・ピット、ジョーイ・キング、アーロン・テイラー＝ジョンソン、ブライアン・タイリー・ヘンリー、アンドリュー・小路、真田広之、マイケル・シャノン、サンドラ・ブロック、ベニート・A・マルティネス・オカシオ、ローガン・ラーマン、ザジー・ビーツ、マシ・オカ、福原かれん | 東京                          |
| 2023 | ジョン・ウィック:コンセクエンス John Wick: Chapter 4                           | チャド・スタエルスキ                            | キアヌ・リーブス、ドニー・イェン、ビル・スカルスガルド、ローレンス・フィッシュバーン、真田広之、イアン・マクシェーン | 大阪                          |